# 末日巡邏隊 (電視劇)
《末日巡邏隊》（英語：Doom Patrol）是一部美國超級英雄網路劇集，改編自DC漫畫旗下、由阿諾·德雷克、鮑伯·海尼及布魯諾·佩米亞尼共同創作的同名漫畫。該劇於2019年2月15日在DC Universe首播，第一季共15集。2019年7月，DC預訂劇集第二季，於2020年6月25日在DC Universe和HBO Max同步播出。2020年9月，HBO Max預訂第三季，於2021年9月23日在HBO Max首播。

## 概要
由機甲人、底片人、彈力女俠及瘋狂珍所組成的「末日巡邏隊」接受了來自鋼骨委託的任務，尋找被擁有超自然能力的反派無名先生綁架的團隊領導者「首席」奈爾斯·考爾德。

## 演員與角色

### 主要角色
- 黛安·格雷羅（英语：Diane Guerrero） 飾演 凱伊·查利斯／瘋狂珍（英语：Crazy Jane）：末日巡邏隊的一員，擁有64種不同的人格[a]，便而施展不同的超能力，主人格為瘋狂珍[1]。
- 艾波兒·鮑比 飾演 麗塔·法爾／彈力女俠（英语：Elasti-Girl）：末日巡邏隊的一員及前知名演員，麗塔·法爾是藝名，本名歌楚德·克蘭普（Gertrude Cramp）。在受到毒素的影響後，使自己的身體擁有了收縮和伸長的力量[2]。
- 艾倫·圖克 飾演 艾瑞克·摩登／無名先生（英语：Mr. Nobody (comics)）：在戰後的巴拉圭被前納粹份子做實驗後，成為了一個如同影子般的存在，擁有消除他人的理智的能力[3]。（第一季）
- 麥特·波莫與馬修·祖克（Matthew Zuk） 飾演 賴瑞·崔納／底片人（英语：Negative Man）：末日巡邏隊的一員及前飛行員，在受到負電荷能量的影響後，從頭到腳都包裹著繃帶並擁有飛行、穿越或引爆固體物質的能力[4]。
- 布蘭登·費雪與萊利·沙納漢（Riley Shanahan） 飾演 克里夫·史提爾／機甲人（英语：Robotman (Cliff Steele)）：末日巡邏隊的一員及前賽車手，在一場事故而摧毀了他的身體後，其大腦被移植到一個機器人的身軀中。費雪為該角配音並在閃回片段中飾演未出事故前的史提爾，而沙納漢則飾演了其機器人身軀[5]。
- 提摩西·達頓 飾演 奈爾斯·考爾德／首席（英语：Chief (comics)）：末日巡邏隊的領導者及醫學界的首席醫生，專門尋找那些「處於需要奇蹟的死亡邊緣」的有需要之人[6]。
- 喬伊萬·韋德（英语：Joivan Wade） 飾演 維克多·史東／鋼骨（Victor "Vic" Stone / Cyborg）：半人半機器的生化人，請求末日巡邏隊的協助[7]。

### 常設角色
- 朱莉·麥克尼文（英语：Julie McNiven） 飾演 雪柔·崔納（Cheryl Trainor）：賴瑞的妻子。
- 凱爾·克萊門茨（Kyle Clements） 飾演 約翰·鮑爾斯（John Bowers）：賴瑞的秘密情人。湯姆·菲茨帕特里克（Tom Fitzpatrick）出演老年時期的約翰。
- 菲爾·莫里斯（英语：Phil Morris (actor)） 飾演 塞拉斯·史東（英语：Silas Stone）：維克多的父親，將維克多改造為鋼骨[8]。
- 馬克·謝潑德 飾演 威洛比·吉卜林（英语：Willoughby Kipling）：一位知名混沌魔術師，圣殿騎士團成員[9]。
- 柯蒂斯·阿姆斯壯（英语：Curtis Armstrong） 配音 以西結（Ezekiel）：一隻會說話的蟑螂[10]。（第一季）
- 亞力克·馬帕（英语：Alec Mapa） 飾演 史蒂夫·拉森／動物蔬菜礦石人（英语：Animal-Vegetable-Mineral Man）：在馮·富克斯的福托邦實驗室，身體被改造為動物、蔬菜和礦石的混合體。使用超能力搶銀行卻因為自己身上新長的恐龍頭干預而未成功，被媒體作為知名笨賊報導。
- 查明·李（英语：Charmin Lee） 飾演 艾莉諾·史東（Elinore Stone）：維克多的母親，塞拉斯的妻子。（第一季）
- 阿利米·巴拉德（英语：Alimi Ballard） 飾演 約書亞·克萊（英语：Joshua Clay）：最初末日巡邏隊的成員，當前的看護人。
- 托米·斯奈德（Tommy Snider） 飾演 歐內斯特·富蘭克林／鬍鬚獵人（Ernest Franklin / The Beard Hunter）：能夠透過吞食對方的鬍鬚來讀取他人的記憶。
- 喬恩·布里德爾（Jon Briddell） 飾演 達倫·瓊斯（Darren Jones）：常態保護局的探員，曾在飛機失事後的賴瑞·崔納身上做實驗。（第一季）
- 德萬·錢德勒·朗（Devan Chandler Long） 飾演 弗萊克斯·曼塔羅（英语：Flex Mentallo）：可以通過彎曲肌肉以多種方式改變現實世界中事物的超級英雄。
- 阿比蓋爾·夏皮羅（Abigail Shapiro） 飾演 多蘿西·斯平納（英语：Dorothy Spinner）：首席的女兒，「猿臉女孩」，可以將自己想象的朋友轉變為現實[11]。（第二季）
- 凱倫·奧比洛姆（Karen Obilom） 飾演 羅妮·艾弗斯（Roni Evers）：維克多在PTSD治療小組結識的退伍軍人[12]。（第二季）

### 客串角色

#### 第一季引入角色
- 朱利安·里奇斯（英语：Julian Richings） 飾演 海因里希·馮·富克斯（Heinrich Von Fuchs）：親衛隊突擊隊大隊領袖，將艾瑞克·摩登改造為無名先生的納粹科學家。
- 凱蒂·岡德森（Katie Gunderson） 飾演 凱特·史提爾（Kate Steele）：克里夫的妻子。
- 艾倫·赫克納（Alan Heckner） 飾演 邦波·韋瑟斯（Bump Weathers）：克里夫的賽車維修師，與凱特有染，克里夫出事之後撫養克拉拉長大。
- 查特勒·巴里（英语：Chantelle Barry） 配音 無名之馬（Baphomet）：「神諭」化身，一匹虛幻的母馬。
- 莉莉·伯德塞爾（Lilli Birdsell） 飾演 執政官（Mother Archon）：艾略特的母親，失落之城納恩海姆的最高執政官。
- 泰德·薩瑟蘭（Ted Sutherland） 飾演 艾略特·派特森（Elliot Patterson）：18歲少年，「未盡之書」教團所要讀取的對象，用以召喚「滅物主」。
- 威爾·肯普（英语：Will Kemp (actor, born 1977)） 飾演 史蒂夫·戴頓／頦（英语：Mento (comics)）：最初末日巡邏隊的成員，擁有心靈感應的能力。
- 雅斯敏·考爾（Jasmine Kaur） 飾演 阿拉妮·德賽（英语：Celsius (comics)）：最初末日巡邏隊的成員，擁有釋放冰與火的能力。
- 丹尼斯·科克魯姆（Dennis Cockrum） 飾演 悉尼·布魯姆（Sydney Bloom）：布魯姆製片廠（Bloom Studios）的電影製片人，麗塔參演他監製的電影。
- 麗莎·威爾遜（英语：Lisa Wilson） 飾演 瑞亞·瓊斯（英语：Rhea Jones）：最初末日巡邏隊的成員，擁有念動力的能力。
- 小艾倫·明戈（Alan Mingo Jr.） 飾演 莫里斯·威爾森／莫拉·李·卡拉普特（Morris Wilson / Maura Lee Karupt）：常態保護局的前探員，一名性別酷兒[13]。
- 長鬚將軍（Admiral Whiskers）：一隻灰老鼠，在鼠媽媽被克里夫無意間驅車軋死之後，受到無名先生的鼓舞，鑽進克里夫的機甲之內擾亂他的大腦，完成復仇。
- 皮塞·堡（英语：Pisay Pao） 飾演 斯拉娃（Slava）：女野人，奈爾斯·考爾德的戀人，疑似擁有長生和通靈的能力。
- 貝瑟妮·安妮·林德（英语：Bethany Anne Lind） 飾演 克拉拉·史提爾（Clara Steele）：克里夫的女兒，1988年的車禍史提爾家庭中的倖存者。雪梨·科瓦爾斯克（Sydney Kowalske）飾演幼年克拉拉·史提爾。
- 海莉·斯特羅德（英语：Haley Strode）與蘇珊·威廉姆斯（Susan Williams） 飾演 朵洛莉絲·曼塔羅（Dolores Mentallo）：弗萊克斯·曼塔羅的妻子。
- 維多利亞·布萊德（Victoria Blade） 飾演 米莉（Millie）：艾瑞克·摩登的前女友。

#### 第二季引入角色
- 馬克·阿什沃思（英语：Mark Ashworth） 飾演 馬戲團表演者：控制「猿臉女孩」多蘿西表演的馬戲團團長。
- 約翰·蓋茨（英语：John Getz） 飾演 保羅·崔納（Paul Trainor）：賴瑞·崔納的兒子。弗萊徹·哈曼德（Fletcher Hammand）扮演年輕時期的保羅。
- 布蘭登·皮雷亞（英语：Brandon Perea）與丹·馬丁（英语：Dan Martin (actor)） 飾演 實鐘博士（Doctor Tyme）：科學家，與外星元素鉂（Continuinium）接觸獲得操縱時間的能力[14]。

## 集數
| 季數 | 集数 | 集数 | 上線日期       | 上線日期       | 上線日期             |
| 季數 | 集数 | 集数 | 首映           | 季终           | 电视网               |
| ---- | ---- | ---- | -------------- | -------------- | -------------------- |
| 1    | 15   | 15   | 2019年2月15日  | 2019年5月24日  | DC Universe          |
| 2    | 9    | 9    | 2020年6月25日  | 2020年8月6日   | DC Universe／HBO Max |
| 3    | 10   | 10   | 2021年9月23日  | 2021年11月11日 | HBO Max              |
| 4    | 12   | 6    | 2022年12月8日  | 2023年1月5日   | HBO Max              |
| 4    | 12   | 6    | 2023年10月12日 | 2023年11月9日  | Max                  |

### 第一季（2019年）
| 總集數 | 集數 | 標題 | 譯名       | 導演                | 編劇                                             | 上線日期      | 製作代碼  |
| --- | ---- | ---- | ---------- | ------------------- | ------------------------------------------------ | ------------- | --------- |
| 1 | 1    |      | 試播集     | 葛倫·溫特           | 傑瑞米·卡佛                                      | 2019年2月15日 | T50.10101 |
| 1948年，艾瑞克·摩登在巴拉圭參與了一項實驗，意外事故使他擁有了超能力。1988年，克里夫·史提爾作為全國運動汽車競賽協會的賽車手，在佛羅里達州參賽期間遭遇車禍，妻女不幸喪生。克里夫作為家庭唯一的倖存者被「首席」奈爾斯·考爾德所救，但是只有大腦保存下來，奈爾斯將其置於一套機器人盔甲之中，克里夫成為機甲人。在「末日莊園」，克里夫遇到了同樣被奈爾斯拯救的賴瑞·崔納和麗塔·法爾。賴瑞是前美國空軍試飛員，1961年執行任務時遭遇負電荷能量的衝擊之後，從頭到腳都包裹著繃帶。麗塔是1950年代知名的電影女演員，在南非拍攝電影時不慎墜落河中，接觸到的毒素使她的身體變形。2019年，末日莊園迎來新成員瘋狂珍，一個擁有64種不同人格的女孩。在首席外出期間，四人擅自驅車進入附近的城鎮，俄亥俄州的克洛弗頓。麗塔的身體不受控制伸展成龐然大物，克里夫危急時刻掀起路基，避免了麗塔摧毀一輛校車。首席警告他們這種行為會引起敵人的注意，應盡快離開此處，最終五人決定留下阻擊敵人——出現在街中的一頭驢子。與此同時，留在車中的首席遇到了艾瑞克·摩登。艾瑞克在四人小隊面前開啟了一個碩大無朋的吞噬旋渦。 |      |      |            |                     |                                                  |               |           |
| 2 | 2    |      | 驢子       | 德莫特·唐斯         | 尼爾·雷諾茲＆蘇珊娜·萨奇                         | 2019年2月22日 | T50.10102 |
| 艾瑞克·摩登釋放出的旋渦將首席考爾德、瘋狂珍以及整個克洛弗頓小鎮吞噬。麗塔意識到自己很難在正常世界中生活，她回到了末日莊園。賴瑞受到體內的負電荷能量阻止，數次嘗試離開未果。半人類半機器的「鋼骨」維克多·史東是底特律的知名超級英雄，亦是考爾德的老朋友。他看到了克洛弗頓小鎮遭遇災難的新聞鏡頭，並來此調查，遇到正在追逐驢子的機甲人克里夫。摩登的這頭驢子突然吐出了瘋狂珍，珍的精神狀態在不同人格之間快速切換，難以講述自己的遭遇。為了探究事件真相，麗塔不情願地變身為可伸縮的彈性狀態，從驢子的口中進入體內，賴瑞和維克多隨後也被吸入其中。三人發現他們來到了已經被吞噬的克洛弗頓小鎮，摩登通過幻想迫使他們遭遇各自人生中的悲慘時刻，組織他們尋找考爾德。賴瑞體內的負電荷能量幫助三人成功擺脫了摩登的精神控制，三人連同整個克洛弗頓小鎮一起被驢子吐了出來。隨後，驢子自身爆裂成碎片，不復存在。 |      |      |            |                     |                                                  |               |           |
| 3 | 3    |      | 木偶       | 瑞秋·塔拉萊         | 塔瑪·拉貝希爾-威爾金森＆湯姆·法瑞爾              | 2019年3月1日  | T50.10103 |
| 為了找回「首席」考爾德，鋼骨敦促大家踏上前往巴拉圭的旅途，去探尋1948年在那裡到底發生了什麼。途中賴瑞試圖控制體內的負電荷能量，導致汽車拋錨。他回憶起在事故發生之後，開始疏遠妻子雪柔和秘密情人約翰·鮑爾斯。珍的其中一個人格飛掠帶著賴瑞和克里夫先行瞬移至巴拉圭，來到納粹科學家海因里希·馮·富克斯的福托邦實驗室，觀看了數小時的木偶宣傳劇，這裡可以為客戶提供不同類型的超能力改造方案。他們發現當馮·富克斯將艾瑞克·摩登改造為無名先生時，考爾德也在現場。珍遇到了還活著的馮·富克斯，她和克里夫聯手摧毀了福托邦實驗室，隨後他們乘坐塞拉斯提供的飛機返回末日莊園。而與他們結伴同行的史蒂夫接受了實驗室的改造計劃，成為動物蔬菜礦石人。 |      |      |            |                     |                                                  |               |           |
| 4 | 4    |      | 邪教       | 斯特凡·普萊什琴斯基 | 馬庫斯·達爾齊＆克里斯·丁格斯                     | 2019年3月8日  | T50.10104 |
| 一位自稱為圣殿騎士團成員的神秘人威洛比·吉卜林來到末日莊園，尋求考爾德的幫助來阻止世界末日。在得知考爾德失蹤之後，吉卜林運用魔法召喚出「神諭者」無名之馬，說服莊園裡的眾人施以援手。他們通過傳送門將一名十八歲滿身紋身的少年艾略特帶到莊園。艾略特自身是「未盡之書」教團所要讀取的對象，用以召喚「滅物主」，祂是一個會摧毀世界的跨維度實體。吉卜林用兩克米開朗基羅的骨灰對艾略特施加隱藏法術，隨後告訴克里夫和珍去西班牙的一座小鎮的教堂，尋找雙手帶有聖傷的牧師並縫合傷口，因為這是通往失落之城納恩海姆的門戶。兩人未能完成任務，被聖傷捕獲帶至納恩海姆，他們發現納恩海姆的執政官兼大祭司正是艾略特的父母。大祭司派遣刺客來到末日莊園，鋼骨、吉卜林、賴瑞以及麗塔未能阻止他們帶走艾略特。邪教教團開啟召喚儀式，釋放出了滅物主，一隻巨大的發光眼睛出現在天空中。 |      |      |            |                     |                                                  |               |           |
| 5 | 5    |      | 狗狗       | 賴瑞·騰             | 蘇珊娜·薩奇                                      | 2019年3月15日 | T50.10105 |
| 克里夫和珍被困於納恩海姆，實際是在末日莊園房間的一個雪花水晶球中。天空中的滅物主正在消滅現實生活中人類和物品。為了阻止世界末日，無名先生釋放了考爾德，並在1970年代介入了珍的過去。他利用了珍的其中一個人格——極具說服能力的哈里遜醫生，連同珍所在精神病院的病人和醫護人員一同完成一部專門為「復物主」設計的「重著之書」。當前的威洛比·吉卜林找到了這部寫在一隻狗狗身上的重著之書，整個世界恢復正常。克里夫和珍從水晶球中回歸現實世界。正當眾人團聚之時，無名先生再次帶走了考爾德。在過去考爾德將珍從精神病院解救出來之時，無名先生的聲音在珍的耳畔告訴她：「一旦世界毀滅沒有成功，需要她找到末日巡邏隊。」 |      |      |            |                     |                                                  |               |           |
| 6 | 6    |      | 末日巡邏隊 | 克里斯托弗·曼利     | 塔瑪·拉貝希爾-威爾金森                           | 2019年3月22日 | T50.10106 |
| 塞拉斯來到末日莊園維修「鋼骨」維克多。珍帶領賴瑞和麗塔調查名為末日巡邏隊的超級英雄團體，成員包括「頦」史蒂夫·戴頓、阿拉妮·德賽、瑞亞·瓊斯和約書亞·克萊。麗塔曾在1955年與成員之一「頦」史蒂夫·戴頓約會。阿拉妮可以控制火焰和冰，她自稱是奈爾斯的妻子。瑞亞擁有電磁能力。約書亞能夠發動動能爆炸。三人得知奈爾斯集結並領導這支最初的團隊，被無名先生擊敗之後，團隊解散了。史蒂夫、阿拉妮和瑞亞當前已是人到暮年，患有精神疾病，約書亞是他們的看護人。與此同時，克里夫在鋼骨的幫助下，看到了女兒克拉拉社交媒體賬戶裡的內容。 |      |      |            |                     |                                                  |               |           |
| 7 | 7    |      | 治療       | 羅布·哈迪           | 尼爾·雷諾茲                                      | 2019年3月29日 | T50.10107 |
| 小隊成員們各自面臨不同的精神折磨。麗塔需要面對真實的身份，讓身體恢復正常。賴瑞被迫在體內負電荷能量的影響下，重新審視他與約翰的曖昧關係。維克多在系統重啟之後，發現以前被父親塞拉斯封鎖的線上約會軟體。珍掙扎於不同的人格之間。克里夫得知女兒繼父的存在之後煩躁不已，後來發現他的大腦潛意識被一隻稱為「長鬚將軍」的灰老鼠擾亂而失常，一切都是幻覺作怪。原來在第一集中，眾人離開末日莊園、驅車前往克洛弗頓小鎮之時，克里夫無意間軋死了鼠媽媽。在旁白無名先生的鼓舞下，長鬚將軍為母復仇，鑽進克里夫的機甲之內擾亂他的大腦。克里夫提出團隊需要組成治療小組，通過更多地互相了解來擊敗無名先生。 |      |      |            |                     |                                                  |               |           |
| 8 | 8    |      | 丹尼       | 德莫特·唐斯         | 湯姆·法瑞爾                                      | 2019年4月5日  | T50.10108 |
| 賴瑞和維克多收到來自丹尼寫給奈爾斯的求助信，他們按照地址找到了這條名叫丹尼的神奇街道，這裡是性別酷兒的庇護所，當前面臨常態保護局的追捕。賴瑞記起自己在二十世紀六十年代的遭遇，常態保護局將他關起來研究體內的負電荷能量。前常態保護局探員莫里斯·威爾森曾來到丹尼大街，發現了自己的本性，成為性別酷兒莫拉·李·卡拉普特，並通過各類表演竭力維持街道的活躍氣氛。她擊敗前同事達倫，成功保護了街道。珍出走後，顯現出一個活潑、情緒不穩定並且嚮往愛情的人格凱倫，并邀請麗塔參加她與道格的婚禮。麗塔和克里夫來到道格家，發現凱倫憑藉超能力擾亂道格一家的思維，使得對方接受自己。克里夫破壞了凱倫的婚禮，凱倫受到打擊之後墜落到黑暗之中，珍本人患上緊張性抑鬱障礙，失去意識。 |      |      |            |                     |                                                  |               |           |
| 9 | 9    |      |            | 哈利·傑爾詹         | 馬庫斯·達爾齊                                    | 2019年4月12日 | T50.10109 |
| 凱倫回歸她的意識中後，另外一個強勢人格鐵頭將她關在「地下」。其餘的各種人格均不願替代珍回歸現實世界。賴瑞體內的負電荷能量出來聯接了克里夫和珍的思想。克里夫來到珍的意識之中，鼓舞珍勇敢面對父親對她的傷害並成功反抗了他，二人返回現實。 |      |      |            |                     |                                                  |               |           |
| 10 | 10   |      | 毛髮       | 莎莉·理查德森       | 艾瑞克·迪特爾                                    | 2019年4月19日 | T50.10110 |
| 1913年，就職於「反常調查局」的奈爾斯·考爾德與搭檔阿利斯特調查一個奇怪生物。兩人被狼群攻擊，考爾德在阿利斯特的幫助下倉皇逃跑，摔斷了腿。他被此行的調查對象女野人斯拉娃所救，兩人漸生情愫，共同在野外渡過多年。阿利斯特的到來打破了寧靜的生活，他告訴考爾德調查局現已更名為常態保護局，任務是抹殺所發現的一切不正常現象，包括斯拉娃。考爾德謀害了阿利斯特，回到常態保護局工作，以保證斯拉娃的安全。當前，無名先生希望考爾德說出斯拉娃的位置以換取末日巡邏隊成員的安全，考爾德予以堅決拒絕。常態保護局啟用歐內斯特·富蘭克林追蹤考爾德。富蘭克林被稱為鬍鬚獵人，可以透過吞食鬍鬚了解別人。他來到末日莊園，從下水管內獲取並吞食了考爾德的殘留鬍鬚。之後他從維克多和麗塔的手中逃脫，潛入莊園地下室，發現考爾德的等身模型。突然他被身後藏於暗處的斯拉娃攻擊。 |      |      |            |                     |                                                  |               |           |
| 11 | 11   |      | 法蘭西絲   | 韋恩·葉             | 艾普爾·菲茨西蒙斯                                | 2019年4月26日 | T50.10111 |
| 末日巡邏隊成員需要面對各自的弱點。珍對無法救出考爾德而感傷。麗塔陪著克里夫來到女兒克拉拉養父邦普的葬禮。葬禮上克利夫意識到邦普在克拉拉心中的重要性，邦普被鱷魚法蘭西絲攻擊致死，他決定從法蘭西絲口中奪回克拉拉所珍視的一隻手錶。賴瑞通過夢境與秘密情人約翰重溫舊夢，在體內負電荷能量的驅動下，與當前的老年約翰見面和好。維克多擔心自己體內的鋼骸繼續生長。他和珍根據丹尼大街留下的線索，尋找「沙灘英雄」弗萊克斯·曼塔羅。維克多在途中被反常調查局抓到「螞蟻農場」，在那裡遇到曾在飛機失事後的賴瑞·崔納身上做實驗的達倫·瓊斯。 |      |      |            |                     |                                                  |               |           |
| 12 | 12   |      | 鋼骨       | 卡羅爾·班克         | 羅伯特·貝倫斯＆蘇珊娜·薩奇                       | 2019年5月3日  | T50.10112 |
| 塞拉斯為從螞蟻農場營救出兒子維克多，與末日巡邏隊成員制定一個計劃。塞拉斯假意將克里夫、珍和賴瑞出賣給螞蟻農場，以換取維克多的自由。在三人被常態保護局工作人員審訊時，藏身於克里夫體內的麗塔趁人不備現身，陸續將三人釋放。他們還釋放出螞蟻農場內關押著的眾多其他反常態囚犯，螞蟻農場的大部分工作人員或被釋放的怪物殺死，或自殺身亡。維克多被無名先生欺騙，將父親塞拉斯毆打致昏迷不醒。 |      |      |            |                     |                                                  |               |           |
| 13 | 13   |      | 弗萊克斯   | T·J·斯科特          | 湯姆·法瑞爾＆塔瑪·拉貝希爾-威爾金森              | 2019年5月10日 | T50.10113 |
| 憑藉珍的其中一個人格飛掠的瞬移能力，末日巡邏隊將維克多和塞拉斯營救回末日莊園，與他們一起逃出的還有另一名超級英雄弗萊克斯·曼塔羅。他們此前正在尋找弗萊克斯，希望從他口中得知營救首席的線索。飛掠將受傷的塞拉斯以及陪同他的維克多和麗塔送至醫院。弗萊克斯自1964年被常態保護局抓捕關押至螞蟻農場，珍和克里夫發現如今他的神志已被摧毀，完全記不起自己的真實身份。在嘗試了多種方法沒有效果之後，飛掠將弗萊克斯的妻子德洛麗絲帶來，成功喚起他的記憶，但是德洛麗絲同時灰飛煙滅。麗塔說服維克多重啟鋼骸，並陪伴父親身邊。賴瑞決定釋放體內的負電荷能量，但是他很快就會死去，能量又回歸到他的體內。麗塔號召大家團結起來救出首席。無名先生興奮地看著末日巡邏隊準備與他正面對決。 |      |      |            |                     |                                                  |               |           |
| 14 | 14   |      | 倒數第二集 | 麗貝卡·羅德里格茲   | 克里斯·丁格斯                                    | 2019年5月17日 | T50.10114 |
| 1946年，艾瑞克·摩登被邪惡兄弟會開除之後，他的女友米莉離開了他，並稱他為無名之輩。當前末日巡邏隊跟隨鬍鬚獵人的蹤跡來到丹尼大街，丹尼告知他們首席被困於類似於漫畫書中的空白之地。在弗萊克斯的幫助下，眾人來到各自遭遇悲劇之前的時刻。無名先生未能成功說服他們放棄尋找首席。維克多與父親塞拉斯和解，動身援救同伴。維克多在空白之地殺死了無名先生，協同眾人救回首席。一年之後，他們已經正式組成下一代末日巡邏隊，陷入不斷死亡的時間循環。維克多到來，揭穿無名先生是在假死，並一直在假扮維克多。無名先生解釋稱眾人其實一直仍處於空白之地，迫使首席承認是他造成了每個人遭遇的悲劇。 |      |      |            |                     |                                                  |               |           |
| 15 | 15   |      | 以西結     | 德莫特·唐斯         | 塔瑪·拉貝希爾-威爾金森＆傑瑞米·卡佛＆蘇珊娜·薩奇 | 2019年5月24日 | T50.10115 |
| 得知真相之後，末日巡邏隊成員離開了考爾德，試圖以各自的方式再次融入社會。他們和考爾德被丹尼大街的求援音樂吸引，重聚到末日莊園。丹尼被無名先生困在一幅畫之中。考爾德向他們吐露自己此前所作所為的原因是為了盡可能地延長自己的生命，從而保護具有超能力的女兒多蘿西·斯平納。眾人進入畫中救援丹尼，以及託付給丹尼照顧的多蘿西。多蘿西放大了蟑螂以西結和老鼠長鬚將軍，驅趕無名先生。麗塔說服無名先生繼續擔當故事旁白來控制兩個大怪物，眾人陸續被蟑螂吞噬。賴瑞釋放體內負能量引發核爆炸，炸死了長鬚將軍，將無名先生和鬍鬚獵人困於空白的畫中，將丹尼大街變成一塊板磚，其餘人在蟑螂體內得以存活。克里夫切開蟑螂腹部，眾人連同多蘿西返回末日莊園。但是除了賴瑞之外，其餘人都只有平常的蟑螂大小。 |      |      |            |                     |                                                  |               |           |

### 第二季（2020年）
| 總集數 | 集數 | 標題 | 譯名     | 導演            | 編劇                                  | 上線日期      | 製作代碼  |
| --- | ---- | ---- | -------- | --------------- | ------------------------------------- | ------------- | --------- |
| 16 | 1    |      | 袖珍尺寸 | 克里斯托弗·曼利 | 傑瑞米·卡佛＆蘇珊娜·薩奇              | 2020年6月25日 | T50.10301 |
| 1927年，「猿臉女孩」多蘿西忍受不了在馬戲團裡被欺凌的生活，釋放出自己想象的怪物殺死了管理者，首席出現在台下並安慰了她。當前，賴瑞仍然在尋找將其他人變回正常大小的方法。珍希望首席尋求威洛比·吉卜林的幫助，吉卜林要求首席用困住無名先生和鬍鬚獵人的那幅畫作為交換，被首席拒絕。首席最後只得以隨身的長生符咒換取幫助。麗塔學會了控制自己的伸縮能力。眾人回歸正常之後，多蘿西晚上聽到父親與吉卜林交談。造蠟人召喚多蘿西，告訴她許願拯救父親的生命，被多蘿西拒絕。 |      |      |          |                 |                                       |               |           |
| 17 | 2    |      | 實鐘     | 哈利·傑爾詹     | 艾普爾·菲茨西蒙斯＆尼爾·雷諾茲        | 2020年6月25日 | T50.10302 |
| 首席告訴眾人自己此前一直致力於尋找延長生命的方法，他以隨身的長生符咒換取吉卜林的幫助，現在將要死亡。麗塔得知可以控制時間的鉂元素（Continuinium）能夠幫助首席，喬納森·實鐘博士擁有這種元素。麗塔說服珍和克里夫通過時間旅行尋找實鐘博士，但是未能帶回鉂元素。維克多在底特律參加PTSD治療小組，結識羅妮·艾弗斯。賴瑞參加兒子加里的葬禮，並與另一個兒子保羅會面。賴瑞隨後來到加里家中，發現加里留下的紀念品。賴瑞回歸途中被大群蝴蝶包圍。                                      |      |      |          |                 |                                       |               |           |
| 18 | 3    |      | 待公佈   | 薩米拉·拉德西   | 湯姆·法瑞爾＆塔瑪·拉貝希爾-威爾金森   | 2020年6月25日 | T50.10303 |
| 19 | 4    |      | 待公佈   | 歐瑪爾·馬德哈   | 艾瑞克·迪特爾＆譚雅·斯蒂爾            | 2020年7月2日  | T50.10304 |
| 20 | 5    |      | 待公佈   | 葛倫·溫特       | 克里斯·丁格斯＆蘇珊娜·薩奇            | 2020年7月9日  | T50.10305 |
| 21 | 6    |      | 待公佈   | 克里斯汀·溫德爾 | 尼爾·雷諾茲                           | 2020年7月16日 | T50.10306 |
| 22 | 7    |      | 待公佈   | 傑西卡·洛瑞     | 塔瑪·拉貝希爾-威爾金森＆艾瑞克·迪特爾 | 2020年7月23日 | T50.10307 |
| 23 | 8    |      | 待公佈   | 阿曼達·羅       | 湯姆·法瑞爾＆艾普爾·菲茨西蒙斯        | 2020年7月30日 | T50.10308 |
| 24 | 9    |      | 待公佈   | 克里斯托弗·曼利 | 克里斯·丁格斯＆譚雅·斯蒂爾            | 2020年8月6日  | T50.10309 |

### 第三季（2021年）
| 總集數 | 集數 | 標題   | 譯名   | 導演            | 編劇                                               | 上線日期       | 製作代碼  |
| ------ | ---- | ------ | ------ | --------------- | -------------------------------------------------- | -------------- | --------- |
| 25     | 1    |        | 待公佈 | 德莫特·唐斯     | 塔瑪·拉貝希爾-威爾金森＆艾瑞克·迪特爾＆蘇珊娜·薩奇 | 2021年9月23日  | T50.10401 |
| 26     | 2    |        | 待公佈 | 克里斯托弗·曼利 | 湯姆·法瑞爾                                        | 2021年9月23日  | T50.10402 |
| 27     | 3    |        | 待公佈 | 克里斯托弗·曼利 | 傑瑞米·卡佛＆史蒂夫·約克奇                         | 2021年9月23日  | T50.10403 |
| 28     | 4    |        | 待公佈 | 克里斯汀·溫德爾 | 塔瑪·拉貝希爾-威爾金森                             | 2021年9月30日  | T50.10404 |
| 29     | 5    |        | 待公佈 | 待定            | 蘇珊娜·薩奇                                        | 2021年10月7日  | 待公佈    |
| 30     | 6    | 待公佈 | 待公佈 | 待定            | 艾普爾·菲茨西蒙斯                                  | 2021年10月14日 | 待公佈    |
| 31     | 7    | 待公佈 | 待公佈 | 待定            | 斯拉·克萊坦·丹尼爾斯                               | 2021年10月21日 | 待公佈    |
| 32     | 8    | 待公佈 | 待公佈 | 待定            | 待定                                               | 2021年10月28日 | 待公佈    |
| 33     | 9    | 待公佈 | 待公佈 | 待定            | 待定                                               | 2021年11月4日  | 待公佈    |
| 34     | 10   | 待公佈 | 待公佈 | 待定            | 待定                                               | 2021年11月11日 | 待公佈    |

## 製作

### 開發
2018年2月10日，《泰坦》聯合開發兼執行製作人傑夫·強斯透露該電視劇的第5集標題為《末日巡邏隊》，並由強斯自己編劇，在該集中將引入末日巡邏隊。5月14日，DC漫畫的在線流媒體平台DC Universe宣佈將為《泰坦》製作一部以末日巡邏隊為主角的衍生劇，並且直接預訂了第一季，包含13集，於2019年播出。傑瑞米·卡佛擔任編劇，並和傑夫·強斯、葛瑞格·伯蘭蒂以及莎拉·謝赫特作為劇集的執行製作人。製作公司包括華納兄弟電視公司及葛瑞格·伯蘭蒂的伯蘭蒂製片公司。
2019年7月20日，DC在聖地牙哥國際漫畫展上宣佈預訂《末日巡邏隊》第二季，將於2020年在DC Universe和HBO Max同步播出。2020年9月12日，HBO Max預訂第三季。

### 選角
2018年2月，報道稱末日巡邏隊的眾多成員將出現在電視劇《泰坦》中，包括「首席」奈爾斯·考爾德、「彈力女俠」麗塔·法爾、「機甲人」克里夫·史提爾及「底片人」賴瑞·崔納，分別由布魯諾·比基爾、艾波兒·鮑比、傑克·麥可斯以及杜威·墨菲飾演。
2018年7月，艾波兒·鮑比確定在《末日巡邏隊》中繼續飾演「彈力女俠」麗塔·法爾，黛安·格雷羅將出演瘋狂珍。8月，喬伊萬·韋德確定飾演鋼骨，艾倫·圖克將飾演無名先生。布蘭登·費雪和萊利·沙納漢接替《泰坦》中客串的傑克·麥可斯，飾演機甲人。布蘭登·費雪為該角色配音並在閃回劇情中飾演身體毀壞之前的克里夫·史提爾，萊利·沙納漢飾演當前形態的機甲人。提摩西·達頓替代《泰坦》中的布魯諾·畢契爾出演首席奈爾斯·考爾德。2018年10月，麥特·波莫和馬修·祖克替代杜威·墨菲飾演「底片人」賴瑞·崔納，類似於機甲人，麥特·波莫將為底片人配音並在閃回劇情中飾演身體毀壞之前的賴瑞·崔納，馬修·祖克飾演當前形態的底片人。此外，馬克·謝潑德出演在第一季第4集中登場的威洛比·吉卜林。
2020年1月，羅傑·弗洛伊德（Roger Floyd）確認出演第二季。其餘參演人員包括阿比蓋爾·夏皮羅（Abigail Shapiro）和凱倫·奧比洛姆（Karen Obilom）。2020年3月，莎曼珊·瑪莉·威爾出演瘋狂珍的其中一個人格米蘭達。

### 拍攝
第一季的主體拍攝於2018年8月起在喬治亞州科尼爾斯、勞倫斯維爾進行。2019年11月，第二季在喬治亞州開機拍攝。第三季的主體拍攝於2021年1月4日開機，2021年6月6日殺青。

## 音樂
影集的前兩季原聲帶於2020年9月10日發售。
| 《末日巡邏隊》第一季 | 《末日巡邏隊》第一季 | 《末日巡邏隊》第一季 |
| 曲序                 | 曲目                 | 时长                 |
| -------------------- | -------------------- | -------------------- |
| 1.                   |                      | 1:14                 |
| 2.                   |                      | 4:08                 |
| 3.                   |                      | 4:23                 |
| 4.                   |                      | 5:53                 |
| 5.                   |                      | 8:41                 |
| 6.                   |                      | 3:49                 |
| 7.                   |                      | 5:45                 |
| 8.                   |                      | 4:58                 |
| 9.                   |                      | 6:10                 |
| 10.                  |                      | 7:04                 |
| 11.                  |                      | 7:53                 |
| 12.                  |                      | 4:49                 |
| 13.                  |                      | 6:37                 |
| 14.                  |                      | 7:57                 |
| 15.                  |                      | 1:08                 |
| 总时长：             | 总时长：             | 80:29                |

| 《末日巡邏隊》第二季 | 《末日巡邏隊》第二季 | 《末日巡邏隊》第二季 |
| 曲序                 | 曲目                 | 时长                 |
| -------------------- | -------------------- | -------------------- |
| 1.                   |                      | 5:52                 |
| 2.                   |                      | 7:48                 |
| 3.                   |                      | 5:59                 |
| 4.                   |                      | 5:32                 |
| 5.                   |                      | 6:21                 |
| 6.                   |                      | 3:52                 |
| 7.                   |                      | 4:44                 |
| 8.                   |                      | 4:22                 |
| 9.                   |                      | 3:13                 |
| 10.                  |                      | 6:33                 |
| 11.                  |                      | 4:39                 |
| 12.                  |                      | 4:52                 |
| 13.                  |                      | 6:32                 |
| 14.                  |                      | 5:58                 |
| 15.                  |                      | 6:20                 |
| 总时长：             | 总时长：             | 82:37                |

## 迴響

### 評價
| 季數 | 季數 | 爛番茄            | Metacritic       |
| ---- | ---- | ----------------- | ---------------- |
|      | 1    | 96%（52位劇評人） | 70（12位劇評人） |
|      | 2    | 96%（25位劇評人） | 不適用           |

在影視匯總點評網站爛番茄上，《末日巡邏隊》獲得了96%的「認證新鮮」，8.22/10分（52位劇評人），該網站的關鍵共識寫道：「忠實原著的選角和怪異的故事情節，使得DC Universe這部關於『末日巡邏隊』的新劇獲得全新突破。」《末日巡邏隊》第一季在Metacritic網站上獲得了一般好評，70/100分（12位劇評人）。
《末日巡邏隊》第二季在爛番茄獲得了96%的新鮮度，8.36/10分（25位劇評人）。

### 獎項
| 年度 | 獎項         | 類別                     | 入圍者                             | 結果 | 來源   |
| ---- | ------------ | ------------------------ | ---------------------------------- | ---- | ------ |
| 2019 | 金預告片獎   | 最佳WildPosts獎          | 《末日巡邏隊》角色海報（華納兄弟） | 提名 | [ 41 ] |
| 2019 | 第45屆土星獎 | 最佳串流媒體超級英雄劇集 | 《末日巡邏隊》                     | 提名 | [ 42 ] |

## 宣傳與發行
2018年12月21日，劇集發佈第一支先行預告片，並且發佈六個主要角色彈力女俠、瘋狂珍、鋼骨、克里夫·史提爾／機甲人、賴瑞·崔納／底片人和首席的個人海報。
《末日巡邏隊》於2019年2月15日在DC Universe首播。第一季計劃於2019年5月24日完結，共13集。第二季於2020年6月25日在DC Universe和HBO Max同步播出。第三季於2021年9月23日在HBO Max首播。

### 影碟發行
| 季數 | 季數 | 集數 | DVD發行日期   | DVD發行日期   | DVD發行日期   | 藍光影碟發行日期 | 藍光影碟發行日期 |
| 季數 | 季數 | 集數 | 區域1         | 區域2         | 區域4         | A區              | B區              |
| ---- | ---- | ---- | ------------- | ------------- | ------------- | ---------------- | ---------------- |
|      | 1    | 15   | 2019年10月1日 | 2020年7月6日  | 2020年4月8日  | 2019年10月1日    | 2019年10月1日    |
|      | 2    | 9    | 2021年1月26日 | 2021年2月22日 | 2021年1月27日 | 2021年1月26日    | 2021年2月22日    |

## 資料來源
1. 1 2  Otterson, Joe. . Variety. 2018-07-30  [2018-12-10]. （原始内容存档于2018-07-31） （英语）.
2. 1 2 3  Abrams, Natalie. . 娛樂周刊. 2018-02-20  [2018-12-10]. （原始内容存档于2018-02-20） （英语）.
3. 1 2  Andreeva, Nellie. . Deadline Hollywood. 2018-08-31  [2018-12-10]. （原始内容存档于2018-08-31） （英语）.
4. 1 2  Andreeva, Nellie. . Deadline Hollywood. 2018-10-03  [2018-12-10]. （原始内容存档于2018-10-04） （英语）.
5. 1 2  Andreeva, Nellie. . Deadline Hollywood. 2018-08-21  [2018-12-10]. （原始内容存档于2018-08-22） （英语）.
6. 1 2  Andreeva, Nellie. . Deadline Hollywood.   [2018-12-10]. （原始内容存档于2018-09-05） （英语）.
7. 1 2  Petski, Denise. . Deadline Hollywood. 2018-08-09  [2018-12-10]. （原始内容存档于2018-11-29） （英语）.
8. ↑  Byrne, Craig. . KSiteTV. 2019-02-14  [2019-02-15]. （原始内容存档于2019-02-15） （美国英语）.
9. 1 2  Ridgely, Charlie. . Comicbook.com. 2019-03-04  [2019-03-08]. （原始内容存档于2019-03-08） （美国英语）.
10. ↑  Morrison, Matt. . Screen Rant. 2019-02-27  [2019-02-27] （美国英语）.
11. 1 2  Swift, Andy. . TVLine. 2020-02-05  [2020-02-08]. （原始内容存档于2020-02-05） （美国英语）.
12. 1 2  Petski, Denise. . Deadline Hollywood. 2020-02-12  [2020-02-12]. （原始内容存档于2020-02-12） （美国英语）.
13. ↑  Zalben, Alex. . Decider. 2019-04-05  [2020-07-05]. （原始内容存档于2020-08-06） （美国英语）.
14. ↑  Stussie, Andrew. . Screen Rant. 2020-06-20  [2020-06-28]. （原始内容存档于2020-06-30） （美国英语）.
15. 1 2 3  . The Futon Critic.   [2019-02-07]. （原始内容存档于2020-11-15） （美国英语）.
16. ↑  . The Futon Critic.   [2021-08-09] （美国英语）. doom patrol: tba (#310) [3rd season finale]
17. ↑  . Writers Guild of America West.   [2021-06-14] （美国英语）.
18. ↑  Romano, Nick. . 娛樂週刊. 2018-02-10  [2018-12-10]. （原始内容存档于2018-07-10） （英语）.
19. ↑  Petski, Denise. . Deadline Hollywood. 2018-05-14  [2018-12-10]. （原始内容存档于2018-05-14） （英语）.
20. ↑  Otterson, Joe. . Variety. 2018-05-14  [2018-12-10]. （原始内容存档于2018-05-14） （英语）.
21. ↑  Goldberg, Lesley. . The Hollywood Reporter. 2018-05-14  [2018-12-10]. （原始内容存档于2018-05-15） （英语）.
22. ↑  Haynee, Chris E. . Gamespot. 2019-07-25  [2019-07-27]. （原始内容存档于2019-07-27） （美国英语）.
23. ↑  Petski, Denise. . Deadline Hollywood. 2019-07-20  [2019-07-21]. （原始内容存档于2019-07-21） （美国英语）.
24. ↑  Turchiano, Danielle; Turchiano, Danielle. . Variety. 2020-09-12  [2020-09-12]. （原始内容存档于2020-09-12） （美国英语）.
25. ↑  Petski, Denise. . Deadline Hollywood. 2018-02-15  [2018-12-10]. （原始内容存档于2018-02-16） （英语）.
26. ↑  Burlingame, Russ. . Comicbook.com. 2018-02-22  [2018-12-10]. （原始内容存档于2018-02-23） （英语）.
27. ↑  Cecchini, Mike. . Den of Geek. 2018-02-28  [2018-12-10]. （原始内容存档于2018-03-01） （英语）.
28. ↑  Dominguez, Noah. . Comic Book Resources. 2019-03-01  [2019-03-02]. （原始内容存档于2019-03-02） （美国英语）.
29. ↑  Campbell, Jacob. . Full Circle Cinema. 2020-01-20  [2020-08-08]. （原始内容存档于2020-11-15） （美国英语）.
30. ↑  Galanis, Evangelina. . CBR. 2020-03-08  [2020-08-08]. （原始内容存档于2020-06-20） （美国英语）.
31. ↑  Standford, Larry. . The Rockdale Citizen. 2018-08-31  [2018-12-10]. （原始内容存档于2019-03-24） （英语）.
32. ↑  Walljasper, Matt. . Atlanta. 2018-09-27  [2018-12-10]. （原始内容存档于2018-10-01） （美国英语）.
33. ↑  . Explore Georgia.   [2019-11-12]. （原始内容存档于2019-09-25） （美国英语）.
34. ↑  . Film & Television Industry Alliance.   [2021-03-10]. （原始内容存档于2021-03-10） （美国英语）.
35. ↑  . DC.   [2021-07-01]. （原始内容存档于2021-07-09） （美国英语）.
36. ↑  . soundtrack.net.   [2020-09-22]. （原始内容存档于2020-09-26） （美国英语）.
37. ↑  . soundtrack.net.   [2020-09-22]. （原始内容存档于2020-09-25） （美国英语）.
38. 1 2  . 爛番茄. Fandango.   [2020-06-21]. （原始内容存档于2020-06-13） （美国英语）. DC Universe finds breakout material in this iteration of Doom Patrol thanks to a fully committed cast and the writing's faith in weirdness.
39. 1 2  . Metacritic. CBS Interactive.   [2019-02-22]. （原始内容存档于2019-02-20） （美国英语）.
40. 1 2  . Rotten Tomatoes. Fandango.   [2022-07-10]. （原始内容存档于2020-06-14） （美国英语）.
41. ↑  Hipes, Patrick. . Deadline Hollywood. 2019-05-09  [2019-05-15]. （原始内容存档于2019-05-11） （美国英语）.
42. ↑  Mancuso, Vinnie. . Collider. 2019-07-16  [2019-07-17]. （原始内容存档于2019-07-16） （美国英语）.
43. ↑  Schedeen, Jesse. . IGN. 2018-12-21  [2018-12-22]. （原始内容存档于2018-12-21） （英语）.
44. ↑  Gerding, Stephen. . cbr. 2018-21-21  [2018-12-22]. （原始内容存档于2018-12-22） （英语）.
45. ↑  Ridgely, Charlie. . Comicbook.com. 2018-10-04  [2018-12-10]. （原始内容存档于2018-10-13） （英语）.
46. ↑  Salkowitz, Rob. . Forbes. 2018-12-21  [2018-12-22]. （原始内容存档于2018-12-21） （英语）.
47. ↑  Ridgely, Charlie. . Comicbook.com. 2018-10-04  [2018-12-10]. （原始内容存档于2018-10-13） （美国英语）.
48. ↑  . DC Comics. 2020-05-14  [2020-05-23]. （原始内容存档于2020-05-27） （美国英语）.
49. ↑  Del Rosario, Alexandra. . Deadline Hollywood. 2021-08-09  [2021-08-09]. （原始内容存档于2021-08-09） （美国英语）.
50. ↑  .   [2020-06-15] –Amazon （美国英语）.
51. ↑  .   [2020-06-15] –Amazon （美国英语）.
52. ↑  .   [2020-06-15] –JB Hi-Fi （美国英语）.
53. ↑  .   [2020-06-15] –Amazon （美国英语）.
54. ↑  .   [2020-06-15] –Amazon （美国英语）.
55. ↑  .   [2020-10-30] –Amazon （美国英语）.
56. ↑  .   [2021-04-14] –Amazon （英国英语）.
57. ↑  .   [2021-04-14] –JB Hi-Fi （英国英语）.
58. ↑  .   [2020-10-30] –Amazon （美国英语）.
59. ↑  .   [2021-04-14] –Amazon （英国英语）.
60. Drum, Nicole. . Comicbook.com. 2019-04-07  [2019-04-26] （美国英语）.
61. Mohan, Monita. . showsnob.com. 2019-04-12  [2019-04-26] （美国英语）.
62. Rayner, Daniel. . tvmoviefix.com. 2019-04-12  [2019-04-26] （美国英语）.
63. Morrison, Matt. . screenrant.com. 2019-02-23  [2019-04-26] （美国英语）.

## 外部連結
- 互联网电影数据库（IMDb）上《末日巡邏隊》的资料（英文）
- 爛番茄上《末日巡邏隊》的資料（英文）
- 豆瓣电影上《末日巡邏隊》的資料 （简体中文）